# Neoton Família
Neoton Família (cunoscută în anumite țări și drept Newton Family) a fost una dintre cele mai de succes formații de pop maghiare, cuprinzând decenii de activitate, cu schimbări în rândul membrilor și a poziției acestora. Anii 1977–1989 au însemnat perioada cea mai activă din istoricul formației. Au lansat albume și au avut turneuri în mai multe țări străine, și sunt autorii majorității hiturilor din țară.